# Mercado vertical e horizontal

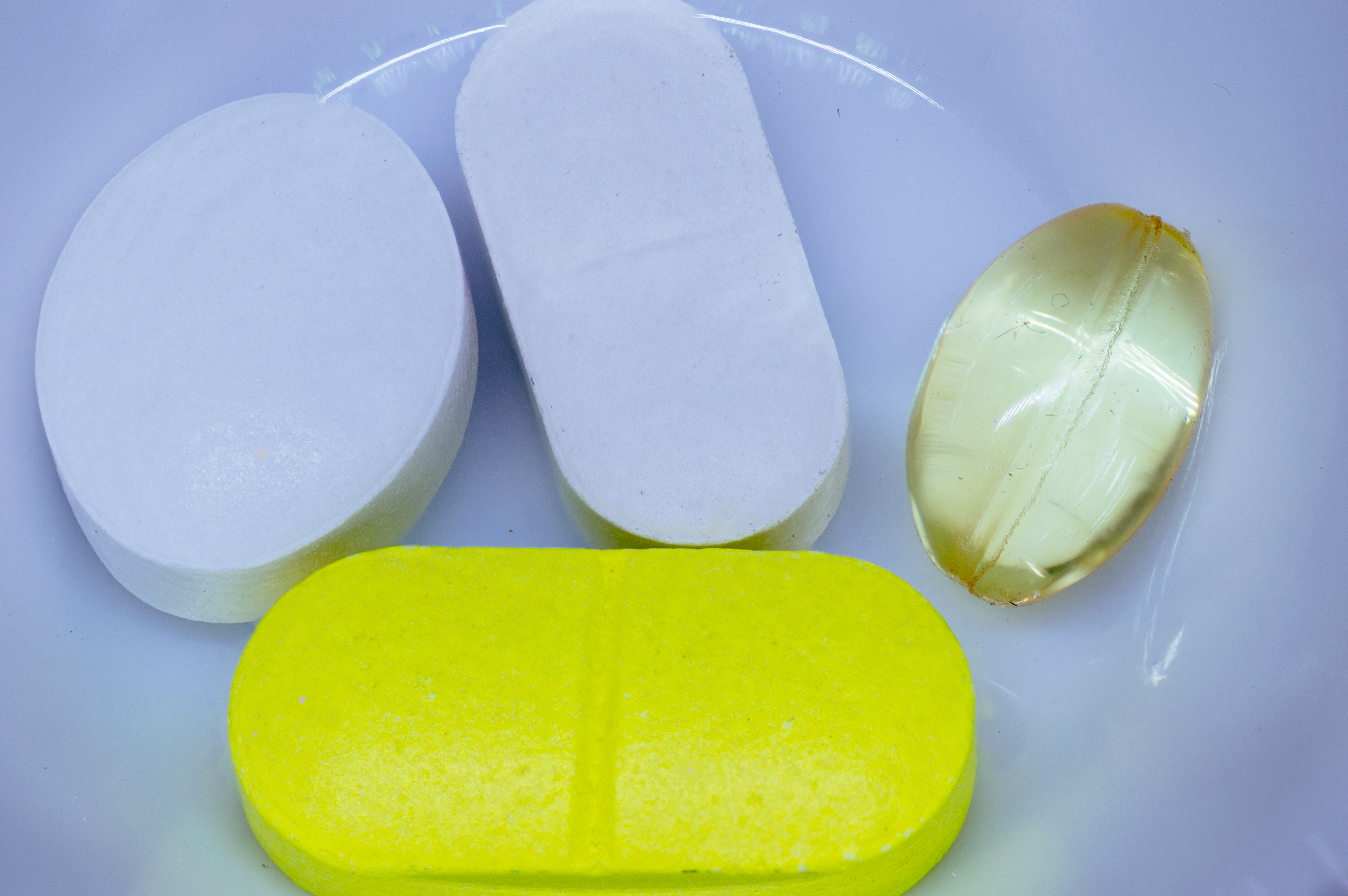
A área médica é um exemplo de mercado vertical

Um mercado vertical é um mercado no qual fornecedores oferecem bens e serviços específicos para uma indústria, comércio, profissão ou outro grupo de clientes com necessidades especializadas.
Um mercado horizontal é um mercado em que um produto ou serviço atende às necessidades de uma ampla gama de compradores de um produto ou serviço industrial em diferentes setores de uma economia.
Exemplos comuns de mercados verticais são: seguros, imóveis, bancos, manufatura pesada, varejo, hospitais e governo.

## Tipos
Existem três tipos de mercados verticais que abrangem sucessivas fases de produção e distribuição do mercado: corporativo, administrado e contratual.
1. Os mercados verticais corporativos combinam estágios de mercado sob propriedade única.
2. Os mercados verticais administrados são coordenados por uma empresa devido ao seu tamanho e poder.
3. Os mercados verticais contratuais são criados por empresas independentes que combinam etapas de mercado por meio de acordos legais.